# Strzegom (gmina)
Strzegom – gmina miejsko-wiejska w województwie dolnośląskim, w powiecie świdnickim. W latach 1975–1998 gmina położona była w województwie wałbrzyskim.
Siedziba gminy to Strzegom.
Według danych z 30 czerwca 2004 gminę zamieszkiwało 27 220 osób. Natomiast według danych z 31 grudnia 2019 roku gminę zamieszkiwało 25 708 osób.
Według danych z 30 czerwca 2020 roku gminę zamieszkiwało 25 680 osób.

## Struktura powierzchni
Według danych z roku 2002 gmina Strzegom ma obszar 144,71 km², w tym:
- użytki rolne: 73%
- użytki leśne: 10%

Gmina stanowi 19,48% powierzchni powiatu.

## Demografia

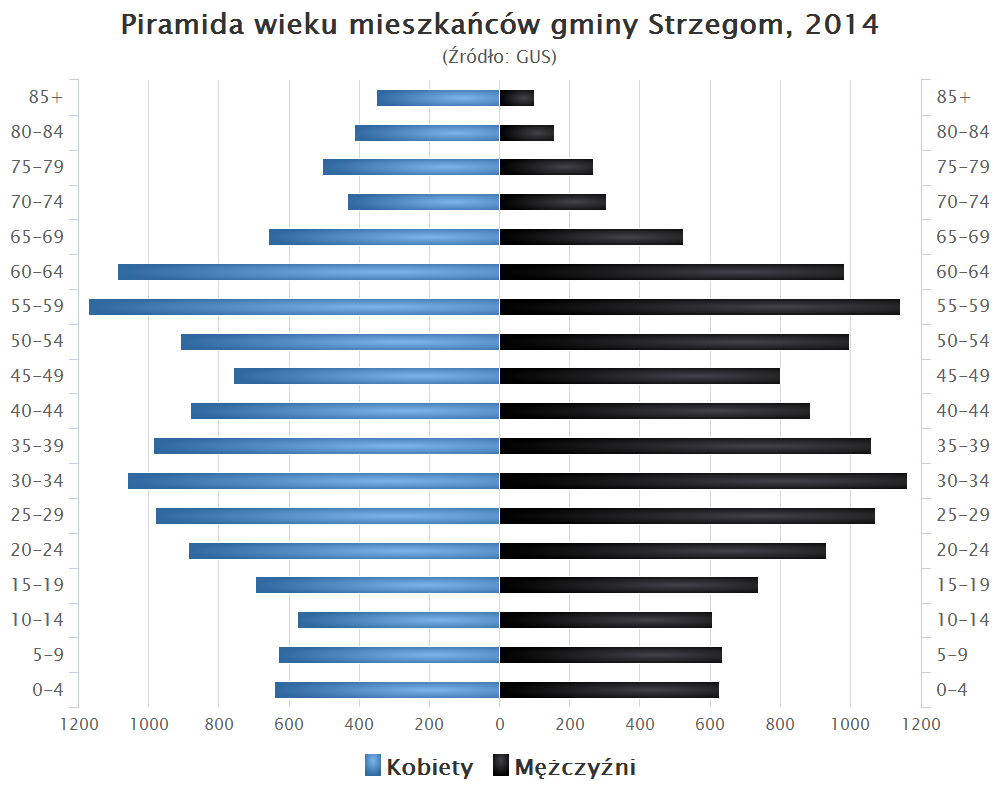
Piramida wieku mieszkańców gminy Strzegom w 2014 roku

Dane z 30 czerwca 2004:
| Opis                              | Ogółem | Ogółem | Kobiety | Kobiety | Mężczyźni | Mężczyźni |
| --------------------------------- | ------ | ------ | ------- | ------- | --------- | --------- |
| Jednostka                         | osób   | %      | osób    | %       | osób      | %         |
| Populacja                         | 27 220 | 100    | 13 948  | 51,2    | 13 272    | 48,8      |
| Gęstość zaludnienia [mieszk./km²] | 188,1  | 188,1  | 96,4    | 96,4    | 91,7      | 91,7      |

## Miejscowości

### Miasto
Strzegom

### Sołectwa
Bartoszówek, Goczałków, Goczałków Górny, Godzieszówek, Granica, Graniczna, Grochotów, Jaroszów, Kostrza, Międzyrzecze, Modlęcin, Morawa, Olszany, Rogoźnica, Rusko, Skarżyce, Stanowice, Stawiska, Tomkowice, Wieśnica, Żelazów, Żółkiewka.

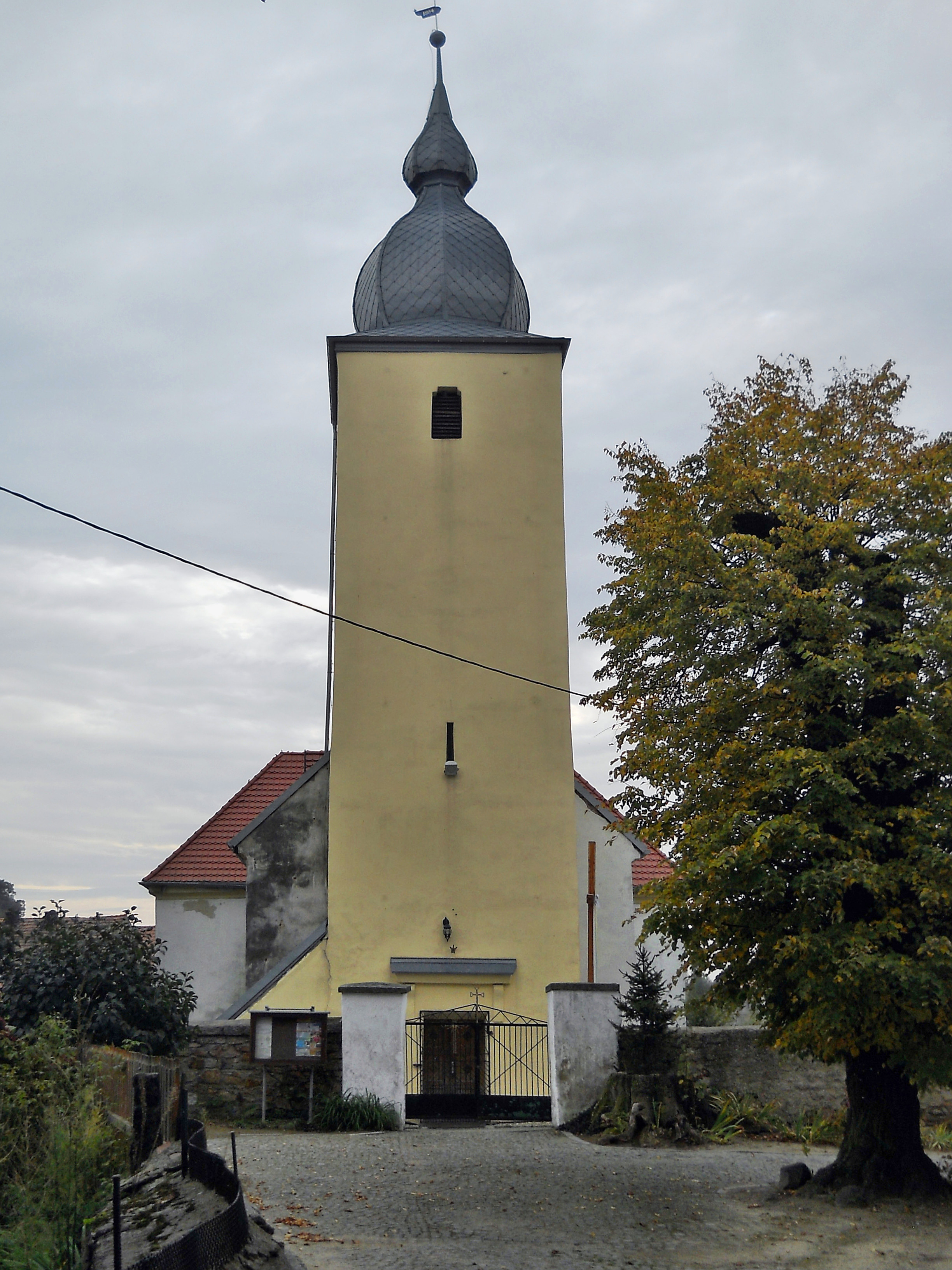
Kostrza

## Sąsiednie gminy
Dobromierz, Jaworzyna Śląska, Mściwojów, Świebodzice, Udanin, Żarów